# 洪堡縣 (愛阿華州)
洪堡縣（英語：Humboldt County）是美国艾奧瓦州中北部的一個縣，面積1,129平方公里。根據美国人口普查局2020年統計，共有人口9,597人。縣治達科他城（Dakota City）。該縣成立於1851年，縣名紀念德国著名的博物學家亚历山大·冯·洪堡。